# Tiszai ingola

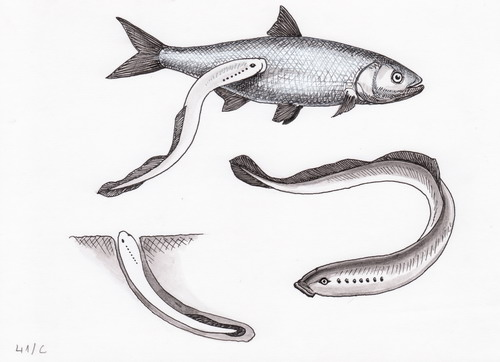
Tiszai ingola lárvaként, illetve balinon élősködve

A tiszai ingola (Eudontomyzon danfordi) az állkapocs nélküli gerinces állatok altörzsén belül az ingolák (Cephalaspidomorphi) osztályába az ingolaalakúak (Petromyzoniformes) rendjébe és az ingolafélék (Petromyzontidae) családjába tartozó faj.
Az erdélyi, vagy még korábban kárpáti ingolának nevezett, külsőleg angolnára emlékeztető hal a Kárpát-medencének bennszülött faja, amely a Tisza vízrendszerében alakult ki. Tömeges előfordulása esetén korábban károkozónak tekintették, mivel élősködő életmódja miatt a pisztrángtelepeken okozott kellemetlenséget az üzemeltetőknek. Napjainkra ez a veszély teljesen elmúlt, hiszen állományszáma jelentős mértékben lecsökkent, és ritkasága miatt védettséget élvez.

## Előfordulása
Lengyelország, Románia, Moldova, Szlovákia, Ukrajna és Magyarország területén honos. A Tisza felső szakaszának vízrendszerében alakult ki a Sajó, a Hernád, a Bodrog a Felső-Tisza, a Szamos, a Körösök és a Maros vízrendszeréhez tartozó folyóvizek például a Cserna felső szakaszain. Magyarországon a Tisza, a Bódva, a Jósva, a Ménes-patak, a Hernád, a Tolcsva-patak és a Kemence-patak az élőhelye. Előfordulása azt is jelenti, hogy élősködő életmódja miatt ott számíthatunk rá, ahol a gazdaegyedként számításba jöhető sebes pisztráng, botos kölönte, cifra kölönte, nyúldomolykó,  pénzes pér, a márna és balin is megtalálható.
A halakra tapad ezért esetleg a folyószakaszok alsóbb részeibe is eljuthat a gazdaállat révén, de ivarszerveik teljes kifejlődésekor visszatérnek ívni a vízfolyások felső szakaszaira. Korábban jelentős állománya meggyérült, és ezért lett védett, hiszen napjainkban már csak ritkán előforduló halfaj. Fokozottan védett fajként, szerepel a Berni Konvenció III. és az Élőhelyvédelmi Irányelv II. függelékében. Természetvédelmi értékeként  250 000 forintot állapítottak meg.

### Hasonló fajok
Közeli rokonához a dunai ingolához hasonlít a legjobban, de megkülönböztethető tőle amiatt, hogy annak alsó ajaklemezén elhelyezkedő fogak tompák, és számuk 8-12 helyett kevesebb, 6-10 darab. A száj felső részén kevesebb a sort alkotó sertefoga, és a belső sorban állók lényegesebben nagyobbak is. Az angolna fiatalabb egyedei is hasonlítanak hozzá, de jól látható különbség, hogy az angolnának állkapcsa és mellúszója is van. A faj azonosításához és a hasonló fajoktól történő megkülönböztetéséhez általában kifejlett példányait célszerű vizsgálni.

## Megjelenése
Vékony, megnyúlt, hengeres teste miatt a férgekhez hasonlít, de úszói igazolják, hogy a halak közé tartozik. Kifejlett példányainak testhossza 18-30 centiméter között mozog. A felső állkapcsi lemez széles, mindkét oldalon egy-egy foggal. Az alsó állkapcsi lemezen 6-10 fog ül. A szájkorong hegyes, belső és külső részén, körkörösen rendeződött 8-11 sort alkotó ajakfogakkal szegett. Az elülső nyelvlemezen nincs középső beszögellés, elülső peremén 13 fog ül, közülük a legnagyobb megnagyobbodott és szélesebb a többinél. A még táplálkozó példányok esetében a fogak hegyesek, sebzésre alkalmasak, az idősebbeké azonban tompul. A két hátúszó mindig külön helyezkedik el. A teste közepe környékén a legvastagabb. A kifejlett állatok hátoldala a sötétbarnától a hamuszürkéig változik, hasoldaluk fehéres és a két hátúszó, valamint a farok- és farkalatti úszó egységes úszószegéllyé olvad össze. A teste mindkét oldalán hét kopoltyúrés sorakozik. Nincsenek páros úszói és teste csupasz, pikkelytelen.

## Életmódja
Lárvaállapotban szerves törmeléket, detrituszt fogyaszt, míg a kifejlett példányok paraziták. A kifejlett állat szívótölcsérré alakult szájával halakra rögzíti magát, fogazott nyelvével sebet ejt rajtuk, majd a felkapart húst, testnedveket és vért felszívja. Étrendjében szerepel még a vízbe került emlősök és madarak tetemei is, ezért hozzájárul a víz tisztításához és így valamelyest kompenzál a kimart sebek miatti halpusztulásokért.
A tiszai ingola helyhez kötött (nem vándorló) édesvízi a víz tisztaságára rendkívül érzékeny halfaj, elsősorban a márnás és pisztrángos hegyi patakokban él. Az ingolalárvák a folyók pangó vizű részein 4-5 évig az iszapba ásva, férgek módjára élnek. A lárvákból metamorfózis útján augusztus–szeptemberben fejlődnek ki. Életciklusa egy hosszabb lárva és egy rövidebb imaginális életszakaszból áll. Várható élettartama 71-88 hónap közé tehető.

## Szaporodása
A tiszai ingola március–májusban elárasztott kavicszátonyokon ívik, a megtermékenyített ikrákból kikelő lárvák csendes vizű folyóöblökben fejlődnek. Csoportosan ívnak és érdekesség, hogy a megtermékenyítés válogatott párok között megy végbe. Az egyedenként lerakott ikrák száma 8000 körülire tehető. Ívás után is tovább élnek, így akár többször is szaporodhatnak életük során.

### Ajánlott irodalom
- Pintér, Károly. Magyarország Halai. Akadémiai Kiadó (2002). ISBN 9789630578318
- Dr. Györe, Károly. Magyarország Természetesvízi Halai. Környezetgazdálkodási Intézet TOI Környezetvédelmi Tájékoztató Szolgálat (1995)
- Dr. Fritz, Terofal. Édesvizi halak. Magyar Könyvklub Budapest (1997). ISBN 9635483929
- Dudich Endre. Állatrendszertan. Tankönyvkiadó Budapest (1987). ISBN 9635483929